# Ghasm
Ghasm (tiếng Ả Rập: غصم, cũng đánh vần Ghasam) là một ngôi làng ở miền nam Syria, một phần hành chính của Tỉnh Daraa, nằm ở phía đông bắc Daraa và phía tây Bosra. Các địa phương lân cận khác bao gồm Maaraba ở phía đông, al-Sahwah ở phía bắc, al-Jiza ở phía tây và al-Mataaiya ở phía nam. Theo Cục Thống kê Trung ương Syria (CBS), Ghasm có dân số 3.666 trong cuộc điều tra dân số năm 2004.

## Lịch sử
Một con đường La Mã, vẫn được sử dụng vào cuối thế kỷ 19, dẫn đến Ghasm. Ngôi làng chứa một nhà thờ thời Byzantine đổ nát. Nó được dành riêng để vinh danh Saints Sergius và Bacchus vào năm 593 CE.

### Thời đại Ottoman
Cư dân của Ghasm ban đầu là người định cư Bedouin. Gia tộc Hồi giáo Sunni al-Miqdad là gia đình chiếm ưu thế ở Ghasm và một số thị trấn lân cận kể từ thời Đế chế Ottoman.
Năm 1596 Ghasm xuất hiện trong sổ đăng ký thuế của Ottoman với tên Gasim và là một phần của nahiya của Butayna ở Sanjak Hauran. Nó có một dân số hoàn toàn Hồi giáo bao gồm 25 hộ gia đình và 12 cử nhân. Dân làng đã trả mức thuế cố định 40% cho các sản phẩm nông nghiệp khác nhau, bao gồm lúa mì, lúa mạch, vụ mùa hè, dê và/hoặc tổ ong, và một nhà máy nước; tổng cộng 6.500 akçe.
Năm 1838, Ghusam được ghi nhận là một đống đổ nát, nằm "Ở Nukrah, phía tây Busrah".
Năm 1895, khách du lịch đi qua làng được kể về việc Druze đã đột kích ngôi làng vào năm 1893. Dân làng đã phải dựa vào Druze cho dòng nước được dẫn dắt bởi làng, vào năm 1894, họ đã trả cho Druze 200 mejidiehs. Cuối thế kỷ 19, ngôi làng có 106 ngôi nhà và dân số 450 người, trong đó có sáu gia đình Kitô giáo.